# Fernando Casanova (teólogo)
Fernando Casanova Ramos (Caguas, Puerto Rico, 30 de marzo de 1964) es un teólogo luterano, apologeta, conferencista y presentador de televisión puertorriqueño. El 23 de agosto de 2024 anunció su salida del catolicismo romano debido a las diferencias tenidas en su concepción del papado, ingresando después a la Iglesia Evangélica-Luterana Confesional de Bayamón, Puerto Rico.

## Biografía
Ha sido profesor de Teología en el Colegio Bíblico Pentecostal de Puerto Rico (1995-1997) y profesor de la Escuela Graduada Nacional de Consejería Pastoral (1997-1999). Cursó un doctorado en Historia en 1999 en la Universidad de Sevilla, en España, y es doctor en Teología por la Graduate Theological Foundation de Indiana, en los Estados Unidos. En 2004 fue profesor de la Facultad de Teología de la Universidad Pontificia de Santo Tomás de Aquino, en Roma, y en 2005 ejerció el decanato de la Facultad de Teología (Centro de Estudios de los Dominicos del Caribe, CEDOC) de la Universidad Central de Bayamón.
Fue pastor pentecostal hasta 2002 y se hizo católico en 2003. En los últimos años, ha acrecentado una actitud crítica frente al Papa Francisco, lo que, según algunos, implica una vuelta a su protestantismo original. Ha participado como conductor en varios programas de televisión de la cadena católica EWTN, con sede en Alabama, en los Estados Unidos. 
En 2022 la comunidad hispana de Chattanooga, diócesis de Knoxville, lo invitó a intervenir en un congreso católico. El obispo de Knoxville, Richard F. Stika, lanzó un comunicado en el que prohibía que el congreso se hiciese en nombre de la Iglesia católica porque en los últimos tiempos Fernando había hablado de manera crítica del papa Francisco. Tras esto, Fernando pidió disculpas, decidió abandonar la predicación, con excepción del canal de YouTube, y dijo que meditaría retomar las actividades que abandonaba en 2023.
Regresó al protestantismo en 2024 (Luteranismo Confesional). Asiste actualmente a la Iglesia Luterana el Cordero de Dios de Bayamón, Puerto Rico 

## Televisión

### Programas de televisión
- Estoy en casa — EWTN — (conducción)
- Combate espiritual — EWTN — (conducción)
- Defiende tu fe — EWTN — (conducción)
- Nuestra fe en vivo — EWTN — (invitado)
- Cara a cara — EWTN — (invitado)
- Cuestiones de fe — EWTN — (testimonio)

## Sus redes sociales
- Sitio web oficial (enlace roto disponible en Internet Archive; véase el historial, la primera versión y la última).
- Fernando Casanova en YouTube.
- Fernando Casanova Ramos en Facebook
- Fernando Casanova Ramos en X (antes Twitter)
- Fernando Casanova Ramos en Instagram

- Datos: Q27536314